# Minna Nikkanen
Minna Marianne Nikkanen (Somero, 9 aprile 1988) è un'astista finlandese.

## Palmarès
| Anno | Manifestazione    | Sede           | Evento           | Risultato | Prestazione | Note             |
| ---- | ----------------- | -------------- | ---------------- | --------- | ----------- | ---------------- |
| 2003 | Europei juniores  | Tampere        | Salto con l'asta | 8ª        | 3,90 m      |                  |
| 2004 | Mondiali juniores | Grosseto       | Salto con l'asta | 18ª (q)   | 3,75 m      |                  |
| 2005 | Mondiali allievi  | Marrakech      | Salto con l'asta | 6ª        | 4,00 m      |                  |
| 2006 | Mondiali juniores | Pechino        | Salto con l'asta | 6ª        | 4,10 m      |                  |
| 2007 | Europei indoor    | Birmingham     | Salto con l'asta | nm        | nm          |                  |
| 2007 | Europei juniores  | Hengelo        | Salto con l'asta | Oro       | 4,35 m      |                  |
| 2007 | Mondiali          | Osaka          | Salto con l'asta | 19ª (q)   | 4,35 m      | Record nazionale |
| 2009 | Europei indoor    | Torino         | Salto con l'asta | 10ª (q)   | 4,35 m      |                  |
| 2009 | Europei under 23  | Kaunas         | Salto con l'asta | Argento   | 4,45 m      |                  |
| 2009 | Mondiali          | Berlino        | Salto con l'asta | 20ª (q)   | 4,40 m      |                  |
| 2010 | Europei           | Barcellona     | Salto con l'asta | 9ª        | 4,35 m      |                  |
| 2011 | Europei indoor    | Parigi         | Salto con l'asta | 4ª        | 4,60 m      |                  |
| 2011 | Mondiali          | Taegu          | Salto con l'asta | dns       | dns         |                  |
| 2012 | Europei           | Helsinki       | Salto con l'asta | 19ª (q)   | 4,25 m      |                  |
| 2012 | Giochi olimpici   | Londra         | Salto con l'asta | 26ª (q)   | 4,25 m      |                  |
| 2013 | Europei indoor    | Göteborg       | Salto con l'asta | 13ª (q)   | 4,36 m      |                  |
| 2014 | Europei           | Zurigo         | Salto con l'asta | 7ª        | 4,35 m      |                  |
| 2015 | Europei indoor    | Praga          | Salto con l'asta | 19ª (q)   | 4,30 m      |                  |
| 2015 | Mondiali          | Pechino        | Salto con l'asta | 10ª       | 4,60 m      | Record nazionale |
| 2016 | Europei           | Amsterdam      | Salto con l'asta | 9ª        | 4,45 m      |                  |
| 2016 | Giochi olimpici   | Rio de Janeiro | Salto con l'asta | 13ª (q)   | 4,55 m      |                  |
| 2017 | Europei indoor    | Belgrado       | Salto con l'asta | 6ª        | 4,55 m      |                  |
| 2017 | Mondiali          | Londra         | Salto con l'asta | 20ª (q)   | 4,20 m      |                  |
| 2018 | Europei           | Berlino        | Salto con l'asta | 13ª (q)   | 4,35 m      |                  |
| 2019 | Mondiali          | Doha           | Salto con l'asta | 18ª (q)   | 4,55 m      |                  |